# Mona Brorsson
Mona Helen Brorsson, född 28 mars 1990 i Järnskogs församling i Värmlands län, är en svensk före detta skidskytt som tävlade för Finnskoga IF. Hon ingick i stafettlagen som tog OS-guld i Peking 2022, OS-silver i Pyeongchang 2018 och VM-silver i Östersund 2019.
Den 18 februari 2024 meddelade Mona Brorsson att hon avslutar sin skidskyttekarriär efter säsongen.

## Karriär
Brorsson debuterade i världscupen i skidskytte vid de sista tävlingarna i Oslo, Holmenkollen säsongen 2012/2013. Detta skedde efter ett antal bra placeringar i den lägre IBU-cupen. 
Säsongen 2013/2014 gavs hon chansen till ytterligare världscuplopp, med en 40:e plats vid distansen i Östersund som bästa resultat. Höjdpunkten för säsongen blev EM-guld i jaktstart vid Europamästerskapen i skidskytte i Nové Město na Moravě, Tjeckien.
2014/2015 blev hon uttagen till landslaget och deltog vid de flesta världscuplopp denna säsong. Vid VM i Kontiolax 2015 slutade hon på en 23:e plats i distansloppet. Hon deltog sedan i samtliga VM och OS mellan 2015 och 2024.
Inför säsongen 2015/2016 blev hon åter uttagen till landslaget med Wolfgang Pichler som tränare. 
Brorsson tog guld i stafetten tillsammans med Linn Persson, Hanna Öberg och Elvira Öberg i OS i Peking 2022. Brorsson körde andra sträckan och genomförde den prickfritt. Laget tog Sveriges första OS-guld i damernas stafett i skidskytte och blev därmed historiska. Hon körde andrasträckan även i de svenska stafettlag som tog OS-silver i Pyeongchang 2018 och VM-silver i Östersund 2019.
Efter masstarten vid VM i Nové Město 2024 meddelade Brorsson att karriären avslutas efter säsongen 2023/24. Den sista säsongen blev hennes bästa i den totala världscupen där hon slutade på 14:e plats. Vid SM i Boden 2024 gjorde hon sin sista tävling som elitsatsande skidskytt och tog hem bronset i masstarten, och sin 19:e SM-medalj.
Den 2 oktober 2024 kom nyheten att Mona Brorsson kliver in som skidskytteexpert i Vinterstudion på SVT.

## Resultat

### Pallplatser i världscupen

#### Individuella
Brorsson har två individuella pallplatser i världscupen: en andraplats och en tredjeplats.
| Säsong    | Datum           | Plats      | Disciplin       | Placering |
| --------- | --------------- | ---------- | --------------- | --------- |
| 2021/2022 | 21 januari 2022 | Antholz    | Distans (15 km) | 3:a       |
| 2023/2024 | 12 januari 2024 | Ruhpolding | Sprint (7,5 km) | 2:a       |

#### Lag
I lag har Brorsson sexton pallplatser i världscupen: två segrar, sex andraplatser och åtta tredjeplatser. Samt ett silver från världsmästerskap. 
| Säsong    | Datum            | Plats          | Disciplin  | Placering | Lagkamrat(er)                   |
| --------- | ---------------- | -------------- | ---------- | --------- | ------------------------------- |
| 2017/2018 | 7 januari 2018   | Oberhof        | Stafett    | 3:a       | Persson / Magnusson / Högberg   |
| 2017/2018 | 13 januari 2018  | Ruhpolding     | Stafett    | 3:a       | Persson / Magnusson / H. Öberg  |
| 2018/2019 | 16 december 2018 | Hochfilzen     | Stafett    | 2:a       | Persson / Nilsson / H. Öberg    |
| 2018/2019 | 16 mars 2019     | Östersund (VM) | Stafett    | 2:a       | Persson / Magnusson / H. Öberg  |
| 2019/2020 | 30 november 2019 | Östersund      | Mixstafett | 3:a       | Persson / Nelin / Ponsiluoma    |
| 2019/2020 | 8 december 2019  | Östersund      | Stafett    | 3:a       | Persson / E. Öberg / H. Öberg   |
| 2019/2020 | 11 januari 2020  | Oberhof        | Stafett    | 2:a       | E. Öberg / Persson / H. Öberg   |
| 2020/2021 | 5 december 2020  | Kontiolax      | Stafett    | 1:a       | Skottheim / E. Öberg / H. Öberg |
| 2020/2021 | 16 januari 2021  | Oberhof        | Stafett    | 3:a       | Persson / E. Öberg / H. Öberg   |
| 2020/2021 | 4 mars 2021      | Nové Město     | Stafett    | 1:a       | H. Öberg / Persson / E. Öberg   |
| 2021/2022 | 5 december 2021  | Östersund      | Stafett    | 3:a       | Persson / E. Öberg / H. Öberg   |
| 2021/2022 | 14 januari 2022  | Ruhpolding     | Stafett    | 2:a       | Skottheim / Nilsson / Magnusson |
| 2022/2023 | 8 januari 2023   | Pokljuka       | Mixstafett | 3:a       | Nelin / Ponsiluoma / E. Öberg   |
| 2023/2024 | 10 december 2023 | Hochfilzen     | Stafett    | 2:a       | Magnusson / H. Öberg / E. Öberg |
| 2023/2024 | 10 januari 2024  | Ruhpolding     | Stafett    | 2:a       | Magnusson / Persson / E. Öberg  |
| 2023/2024 | 3 mars 2024      | Oslo           | Mixstafett | 2:a       | E.Öberg / Nelin / Ponsiluoma    |
| 2023/2024 | 9 mars 2024      | Soldier Hollow | Stafett    | 3:a       | Magnusson / H. Öberg / E. Öberg |

### Ställning i världscupen
| Säsong  | Totalt | Totalt | Distans | Distans | Sprint | Sprint | Jaktstart | Jaktstart | Masstart | Masstart |
| Säsong  | Poäng  | Plac.  | Poäng   | Plac.   | Poäng  | Plac.  | Poäng     | Plac.     | Poäng    | Plac.    |
| ------- | ------ | ------ | ------- | ------- | ------ | ------ | --------- | --------- | -------- | -------- |
| 2013/14 | 2      | 102:a  | 2       | 59:e    | –      | –      | –         | –         | –        | –        |
| 2014/15 | 58     | 62:a   | 29      | 37:e    | 13     | 73:e   | 16        | 59:e      | –        | –        |
| 2015/16 | 179    | 37:e   | 28      | 32:a    | 63     | 43:e   | 82        | 31:a      | 6        | 50:e     |
| 2016/17 | 172    | 42:a   | 38      | 31:a    | 71     | 41:a   | 63        | 40:e      | –        | –        |
| 2017/18 | 162    | 41:a   | 50      | 13:e    | 54     | 49:e   | 58        | 39:e      | –        | –        |
| 2018/19 | 461    | 19:e   | 38      | 30:e    | 148    | 21:a   | 125       | 23:e      | 150      | 8:e      |
| 2019/20 | 339    | 20:e   | 49      | 19:e    | 106    | 30:e   | 107       | 13:e      | 77       | 23:e     |
| 2020/21 | 320    | 28:e   | 30      | 36:e    | 131    | 25:e   | 54        | 42:a      | 105      | 16:e     |
| 2021/22 | 442    | 16:e   | 78      | 4:e     | 165    | 18:e   | 130       | 18:e      | 69       | 23:e     |
| 2022/23 | 104    | 45:a   | 1       | 66:e    | 50     | 42:a   | 22        | 51:a      | 31       | 32:a     |
| 2023/24 | 465    | 14:e   | 43      | 25:a    | 211    | 9:a    | 136       | 16:e      | 75       | 20:e     |

Nytt poängsystem fr.o.m. säsongen 2022/2023.

### Olympiska spel
| Tävling          | Distans | Sprint | Jaktstart | Masstart | Stafett | Mixstafett |
| ---------------- | ------- | ------ | --------- | -------- | ------- | ---------- |
| Pyeongchang 2018 | 14:e    | 27:a   | 10:e      | 13:e     | Silver  | 11:e       |
| Peking 2022      | 12:e    | —      | —         | 21:a     | Guld    | —          |

### Världsmästerskap
| Tävling         | Distans | Sprint | Jaktstart | Masstart | Stafett | Mixstafett | Singelmix |
| --------------- | ------- | ------ | --------- | -------- | ------- | ---------- | --------- |
| Kontiolax 2015  | 23:e    | 28:e   | 38:e      | —        | 8:e     | 16:e       | i.u.      |
| Oslo 2016       | 29:e    | 6:e    | 39:e      | 28:e     | 10:e    | 12:e       | i.u.      |
| Hochfilzen 2017 | 44:e    | 56:e   | 46:e      | —        | 6:e     | —          | i.u.      |
| Östersund 2019  | 6:e     | 5:e    | 7:e       | 14:e     | Silver  | —          | —         |
| Antholz 2020    | 18:e    | 33:e   | 29:e      | —        | 5:e     | —          | —         |
| Pokljuka 2021   | —       | 58:e   | 53:e      | —        | —       | —          | —         |
| Oberhof 2023    | 29:a    | 22:a   | 15:e      | 21:a     | —       | —          | —         |
| Nové Město 2024 | 9:a     | 38:a   | 39:a      | 21:a     | —       | —          | —         |